# キム・リトル
キム・アリソン・リトル (Kim Alison Little 、1990年6月29日 - ) は、スコットランド・アバディーン出身の女子サッカー選手。スコットランド女子代表。現在はFA WSLのアーセナル・ウィメンFCに所属。以前はNWSLのシアトル・レインFC(現OLレイン)に所属した。ポジションはミッドフィールダー。

## 来歴
スコットランドのアバディーンで生まれ、ミントローで育った。7歳のときにサッカーを始め、いつも放課後に弟や父親と一緒に練習をしていたという。小学校のチームと地元の男子チームでプレーした。 10歳のときに地元で唯一の女子チーム「バカン・ガールズ」に入団し、14歳までプレーした。このチームは地元の大会で男子チームを倒すこともあり「ミントローの奇跡」と呼ばれたという。。13歳のとき、ミントロー・アカデミー中学校のチームで、バルセロナで開催されたトーナメントで優勝した。また、ハイバーニアン・レディースでプレーした頃は、練習のためにアバディーンから片道2時間半かけて通ったという。 この頃の体験についてリトルは「フットボールは私に小さい頃からいろいろな経験を与えてくれたわ。遠征に行く機会では、異なる環境でヨーロッパ中から優れた選手がやってくることは本当に素晴らしい経験で、サッカーを続けたいとより強く思わせてくれた。」と語っている。 リトルはアーセナル・レディースでプレーしていたときに、スポーツ研究の学位を取得するために、ハートフォードシャー大学に通った。

## 選手経歴

### クラブ

#### ハイバーニアン・レディースFC (2006–08)
2006年8月8日、リトルは16歳のときにスコットランド女子プレミアリーグ(SWPL)に所属するハイバーニアン・レディースFCの選手として、アーモンドヴェイル スタジアムで行われたUEFA女子チャンピオンズリーグのRCDエスパニョール戦でデビューした。ハイバーニアンはこの夏に戦力の入れ替えを行い、チームのベテランの選手達はチームを去り、リトルやその他のユースの選手たちをトップに昇格させていた。リーグでのデビューとなった試合では、ハッチソン・ヴェイル・レディースFC相手にハットトリックを達成している。ハイバーニアンでプレーした間に、リトルはチームにSWPLチャンピオン、スコットランド杯、プレミアリーグ杯をもたらした。UWCLには2度出場している 。2006-07シーズンでは、リトルは30試合で55ゴール、チームの成績は全勝だった。その翌シーズンには、18試合で33ゴールの成績を残した。

#### アーセナル・レディースFC (2008–13)

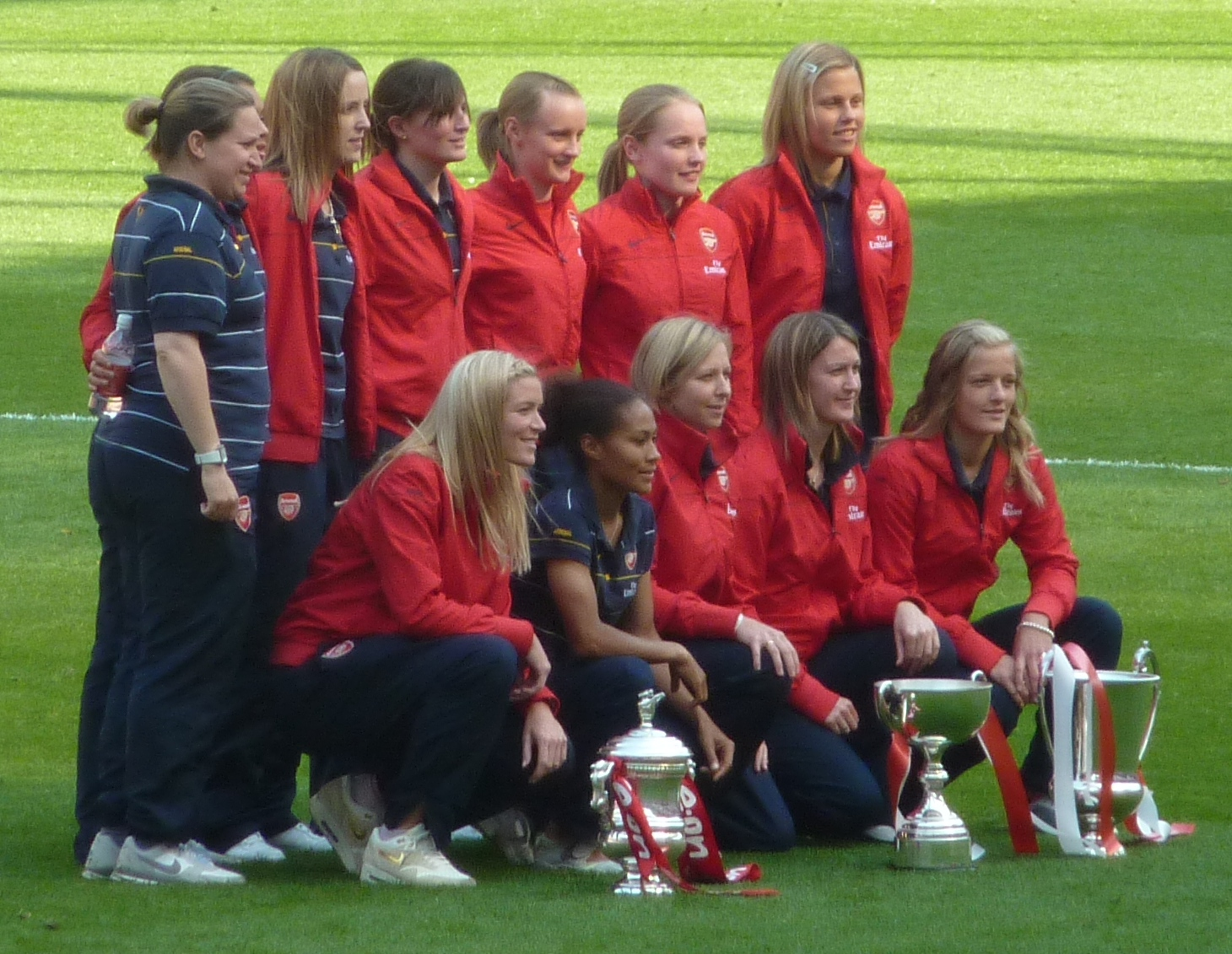
Little (top second from right) with Arsenal Ladies, 2009

##### FA女子プレミアリーグ (2008–10)
2008年3月、17歳のときにリトルはFA女子プレミアリーグに所属するアーセナル・レディースFCに入団した。4月、エミレーツ・スタジアムで行われたチェルシーLFC戦で、5000人の観衆の前で初ゴールを挙げ、試合は4-1で勝利した。当時アーセナル・レディースの監督であったビック・エイカースはレポーターに「あの子を覚えておくといいよ、彼女はいずれ偉大な選手になる」と話した。2008年5月5日に行われた、アーセナルがリーズ・ユナイテッド・レディースFC相手に4-1で勝利したFA女子杯決勝では、リトルには出場資格がなかった。
2008-09シーズンは、全試合に出場し24得点を挙げた。アーセナルは20勝1敗1分でレギュラーシーズンを1位で終えた。また、プレミアリーグ杯の決勝でドンカスター・ローヴァーズ・ベルズLFCに5-0で勝利し、プライド・パーク・スタジアムに25000人が詰め掛けたFA女子杯決勝ではサンダーランドAFCウィメン相手にゴールし、2-1の勝利に貢献した。リトルは、アーセナルの主力の数名がアメリカのWPSへ移籍したシーズンだったにもかかわらず、3冠を成し遂げたこの2008-09シーズンを、最も思い出に残るシーズンだと後に語っている。
翌シーズンは、主力のケリー・スミスを移籍のために欠いて戦うことになったが、リトルの中盤での得点能力がチームを助けることになる。リトルはこのシーズン全体で47得点を挙げ 、チームは20勝1敗1分でレギュラーシーズン1位で終える。リーグでの17得点はリーグトップだった。2010年6月、FA年間最優秀選手に選出された。アーセナルはFA女子杯で連覇を目指したが、リトルが前半にPKで得点したにもかかわらず、エヴァートンLFCに延長戦の末2-3で敗れた。

##### FA WSL (2011–13)

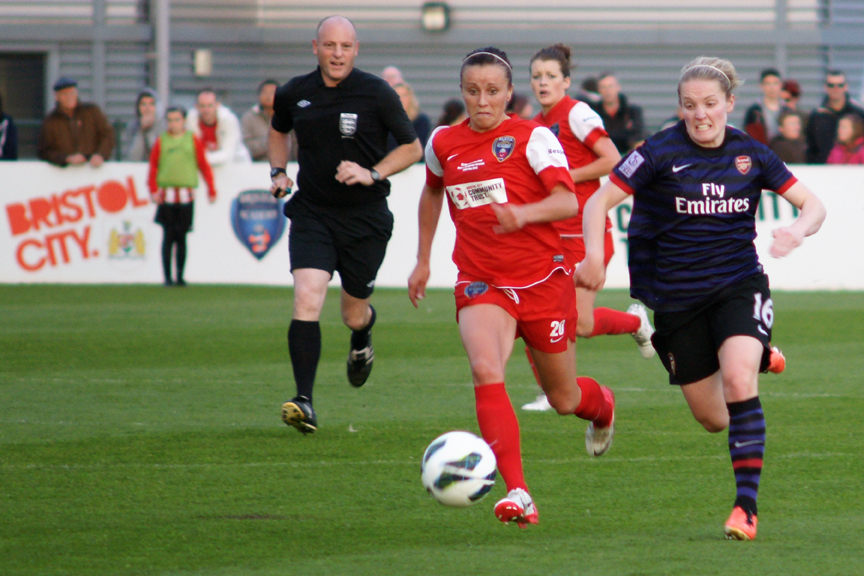
Little (right) versus Bristol Academy, May 2013

2011年、イングランドの女子のトップリーグはFA女子プレミアリーグからFA WSLへと体制が変更された。2011シーズンでは、9ゴールで得点ランク2位だった。5月7日のドンカスター・ローヴァーズ・ベルズLFC戦では2ゴールを記録した。アーセナル・レディースは10勝2敗2分でリーグ首位だった。
2011年のFA女子杯決勝ブリストル・アカデミーWFC戦では、先制点を挙げチームは2-0で勝利し、プレイヤー・オブ・ザ・マッチに選出された。試合後にアーセナルのローラ・ハービー監督は、リトルについて「ワールドクラス」だと称賛した。
2011年11月、アーセナル・レディースは東日本大震災のチャリティー・マッチを行うために来日。INAC神戸レオネッサ、武蔵丘短期大学、日テレ・ベレーザと対戦した。また来日期間中に京都への観光を行っており、リトルは「旅館に入った瞬間と、イギリスにはない和室の雰囲気が印象的だった」と感想を述べている。
2012シーズン、リトルは11得点でリーグ得点王となる。アーセナルは10勝4分無敗でレギュラーシーズンを終え、国内で9年連続でのタイトル獲得を達成した。4月26日のチェルシーLFC戦では、47分と90分に得点し、チームの3-1の勝利に貢献した。5月6日のリヴァプールLFC戦でも1試合2ゴールを記録している。
2013年、リトルはPFAにより、2012-13シーズンのPFA年間最優秀選手賞に選出された。女子選手部門が創設された年で、初代受賞者となった。リトルは受賞した際に「何年間も、私はこの授賞式をテレビで観ていました。だからこの場にいられて、そして女子の選手で初めて受賞したことは、素晴らしいことです」と述べた。
2013シーズンが始まる前に、監督を務めていたローラ・ハービーがアメリカのシアトル・レインFCで指揮するためにチームを去ることになった。新たに監督に就任したシェリー・カー
のもとで、アーセナルは10勝3分1敗でレギュラーシーズンを3位で終えた 。リトルは14試合に出場し、3ゴールだった。

#### シアトル・レインFC (2014–16)

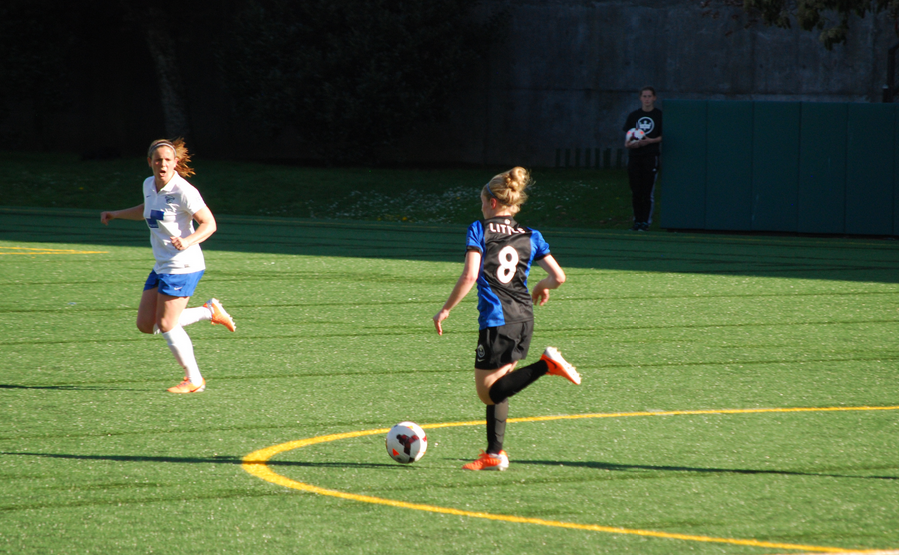
Seattle Reign FC vs Boston Breakers, April 13, 2014 at Memorial Stadium in Seattle, Washington

2013年11月、米・NWSLのシアトル・レインFCへ移籍するために、6年間在籍したアーセナル・レディースを退団する。2012年までアーセナルの監督をしていたローラ・ハービーが、シアトル・レインの補強の最優先事項として、リトルに狙いを定めていたからである。契約が決まった際に、ハービーは「キムはワールドクラスの選手です。彼女の才能と折り紙付きの技術は来シーズンの私達のチームにとって大きな戦力となるでしょう。キムをアーセナルで約数年指導しましたが、彼女の創造性と得点能力が、NWSLを熱狂させることになるだろうということに、私は疑いはありません。」と述べた。
シアトルでのデビュー戦で、ボストン・ブレーカーズ相手に2得点してチームの3-0の勝利に貢献した 。4月は4試合負け無しで、4月を終えた時点で、リトルの4ゴールはリーグトップで、チームも4試合負けなしだった。リトルは4月のNWSL月間最優秀選手に選ばれる。リトルは5月の月間最優秀選手に選ばれ、NWSL史上初めて2度の月間MVPに選ばれた選手となった。また、この月に記録した5試合連続でのゴールは、前年のアビー・ワンバックに並びリーグ記録となった。7月には6試合で3ゴール4アシストを記録し、3度目の月間最優秀選手に選出され、チームはこの月4勝1敗1分でシーズンを数週間残しているにもかかわらずレギュラーシーズン1位を決めた。シアトルはシーズンを16勝2敗6分の勝ち点54で2位のFCカンザス・シティに13差を付けてレギュラーシーズンを終えた。プレーオフの準決勝ワシントン・スピリット戦でリトルはPKで1得点を決め、チームは2-1で勝利し決勝進出を決めた 。決勝ではFCカンザス・シティに1-2で敗れた。
リトルはNWSLへの移籍1年目でリーグMVPに選出された。ゴール数はリーグトップの16得点でゴールデンブーツ賞も獲得した。また、アシスト数もリーグ2位の7を記録した。
2015年、シアトルでの2シーズン目を迎えたリトルは、レギュラーシーズンで10ゴールを記録した(1位のクリスタル・ダンの15ゴールに次いでリーグ2位)。アシスト数7はリーグでトップだった。シアトル・レインは２年連続でレギュラーシーズンを1位で終える 。プレーオフに出場したシアトル・レインFCは、リーグ4位のワシントン・スピリットを3-0で下し、決勝に進出した 。しかしポートランドで行われた決勝では昨年と同じ相手であるFCカンザス・シティに0-1で敗れた。シーズン終了後にリトルはリーグのベストイレブンに選出された。

#### メルボルン・シティFC (2015–16)
2015年10月、リトルはオーストラリアのWリーグに所属するメルボルン・シティFCへ、シアトル・レインFCのチームメートのジェシカ・フィッシュロックとともに期限付き移籍すると発表した(Wリーグの開催期間は、丁度NWSLのオフシーズンとなっている)。 。11月9日、リトルはデビュー戦でプレイヤー・オブ・ザマッチに選出された 。12月6日、メルボルン・ビクトリー戦でスコットランド代表でもチームメートのジェニファー・ビーティーの初ゴールをアシストし、自らも80分に得点を決めた。試合は4-0で勝利し、チームは8戦全勝のリーグ記録を樹立した 。リトルは12試合に出場し9ゴールで、チームメートのラリッサ・クラマー に次ぐ得点ランク2位だった。2016年Wリーグ・グランドファイナルでは自ら直接フリーキックを決めるなどチームに勝利をもたらし、プレイヤーオブザマッチに選出された。
2016年4月、Wリーグの2015-16シーズンの年間最優秀選手に選出された。
2016年5月、BBCウーマンズ・フットボーラー・オブ・ザ・イヤー2016を獲得した。

#### アーセナル・ウィメンFC (2017-現在)
2016年10月、古巣のアーセナル・ウィメンFCに復帰することが発表された。

### 代表

#### スコットランド代表
2007年2月、16歳のときに、日本戦でメーガン・スネドンとの交代で途中出場し、スコットランド代表としてデビューを果たした 。アンナ・シグネル代表監督は、リトルが16歳だったにもかかわらず、代表のトップチームでプレーさせることに何のためらいもなかったという。「キムは並外れた才能を持っています。彼女の成長は天井知らずです。技術、スピード、パワー、そして試合を読む能力も非常に高いです」と述べている。2008年3月にロシア戦で、試合には敗れたが、代表初ゴールを記録している。

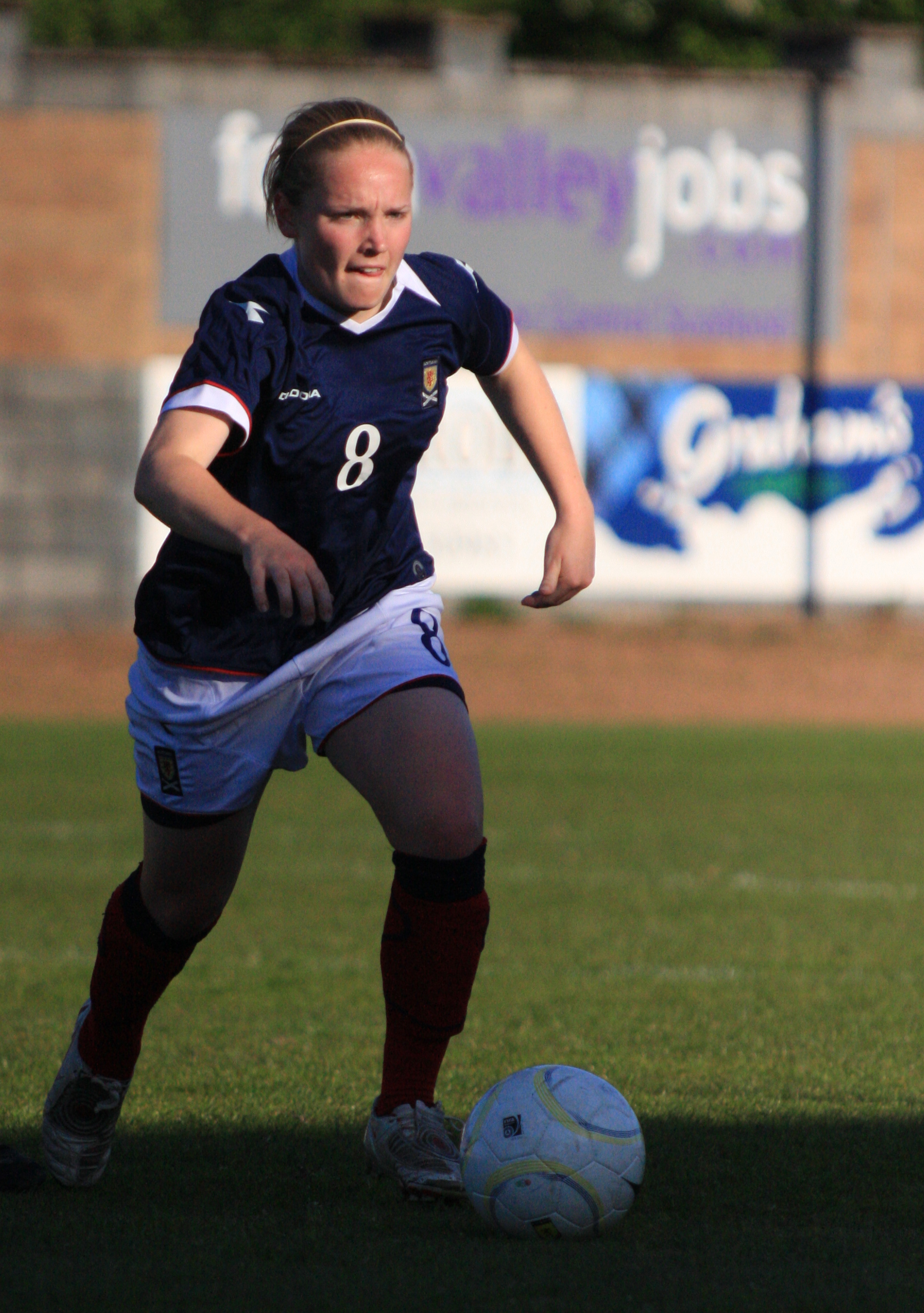
Little playing for Scotland, 2009

2011年3月のキプロス杯の代表50試合目となったイングランド戦で、リトルは先制点を挙げ2-0で隣国のライバルを下した。スコットランド代表がイングランド代表に勝利したのは史上2回目で、1回目はリトルが生まれる前の1977年にまで遡る。
2012年6月16日、イスラエル戦で代表では初めてとなるハットトリックを達成し、試合も8-0で勝利した 。2012年10月、UEFA欧州女子選手権2013予選のプレーオフでスペイン代表と対戦し、1stレグと2ndレグそぞれで得点を記録したが、2ndレグの終了時点で同点だったため延長戦に突入。延長後半の終了間際に、スペインのヴェロニカ・ボケーテに得点を決められ、本戦初出場をかけて挑んだスコットランドにとっては「ひどく悲しい」敗退となった。2013年2月、アメリカ代表戦との親善試合で、スコットランド代表は１−４と破れはしたものの、リトルは唯一となる得点を記録した 。
2013年のキプロス杯のグループステージでイングランド代表相手に1ゴール1アシストを記録し、4-4の引き分けに持ち込んだ。5位決定戦のオランダ戦では11分に先制点を挙げ、チームの勝利に貢献した
。

#### イギリス代表

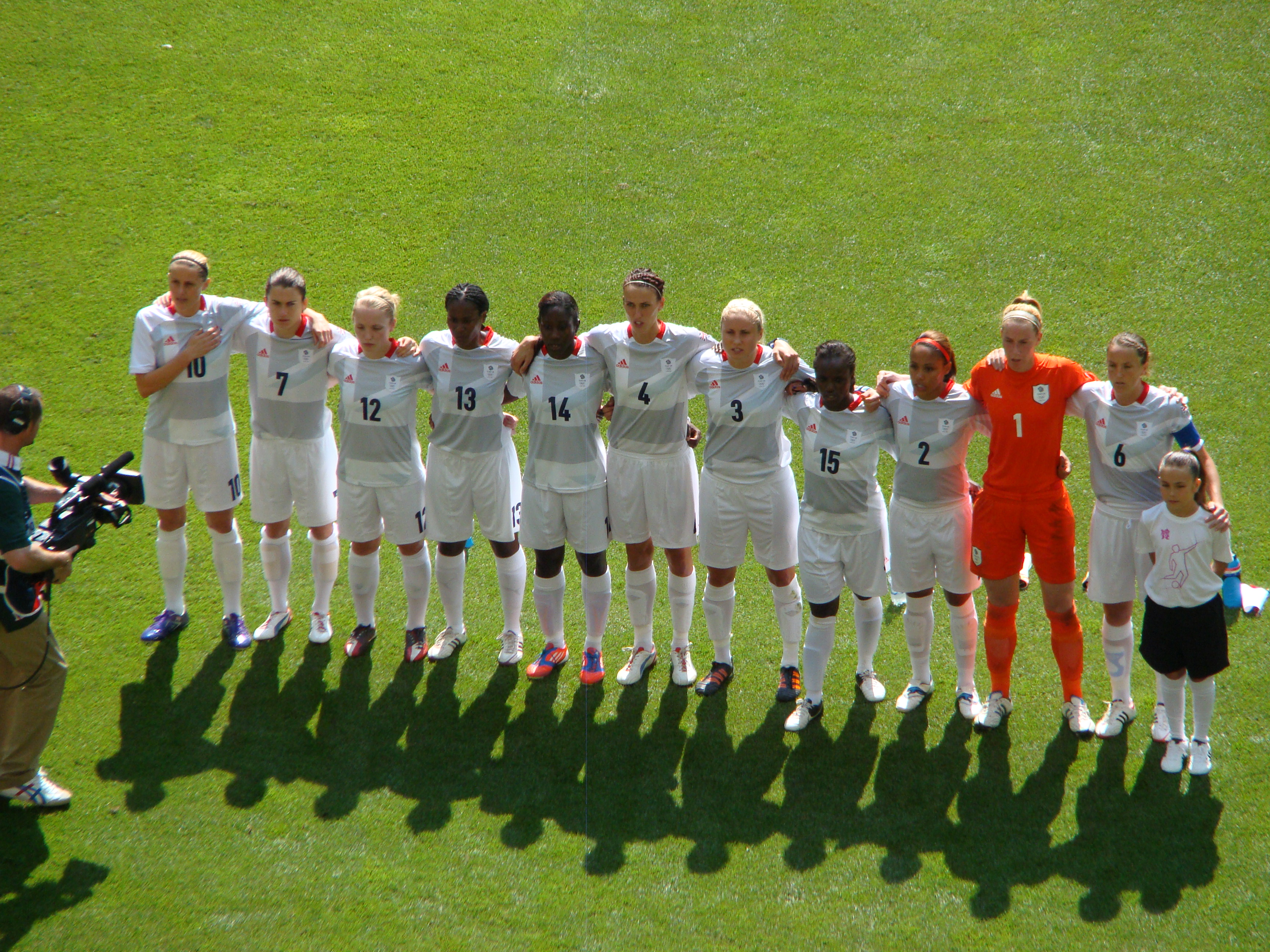
Little (third from left) with Great Britain women's Olympic football team, 2012

スコットランド出身の選手が英国代表としてプレーすることに対して、スコットランドサッカー協会の反対があったにも関わらず、リトルはロンドン五輪における女子サッカー競技でサッカー英国代表 (通称 Team GB)に参加したいと強く賛成した。リトルは、「私にはどうしてオリンピックのような大きな大会で選手がプレーすることに反対する人たちがいるのかわかりません。これはまさに世界最大のスポーツイベントです。もし出場する機会がえられそうなら、私はなんとしても両手でそれを掴み取りたい。私は英国代表として出場したいです。」と述べた。
リトルはホープ・パウエル監督によって選出され選手名簿の18名に名を連ねた。18人の中で非イングランド出身の選手は同じくスコットランド出身のアイフオーマ・ディエークとリトルの２人だけだった。リトルは英国代表として初戦になったニュージーランド戦で、試合には1-0で勝利したものの、試合前の国歌を歌わないという選択をした。このことに関してイギリスオリンピック委員会は激怒しているとデイリー・テレグラフが伝えた 。しかしながらホープ・パウエル代表監督は、選手によっては国家を斉唱することで試合前の準備が妨げられることを望まないこともあるので、この問題には関心がないと述べた 。男子の英国代表チームでも、ウェールズ出身の選手が個人的な決断で国歌を歌わなかった。リトルはグループステージ第2戦のカメルーン戦で、2アシストを記録し、チームの3-0の勝利に貢献した 。グルプステージを3戦全勝で決勝トーナメントに進んだ英国代表は、準々決勝でカナダ代表と、28828人の観衆で埋まったシティ・オブ・コヴェントリー・スタジアムで対戦した。リトルは82分までプレーしたが、チームは0-2で敗れ、決勝トーナメント敗退が決定した。

## 獲得タイトル

### 個人
- FA年間最優秀選手 : 1回 (2010年)
- FA女子杯決勝 プレイヤーオブザマッチ：1回 (2011年)
- PFA女子年間最優秀選手 : 1回 (2013年)
- NWSL 月間MVP：4回（2014年4月、5月、7月、2015年6月）
- NWSL 週間MVP：１回 （2015年第19週）
- NWSL 得点王 : 1回 (2014年)
- NWSL MPV : 1回 (2014年)
- NWSLベストイレブン: 2回 (2014年, 2015年)
- Wリーグ年間最優秀選手：1回 (2015-16年)
- BBCウーマンズ・フットボーラー・オブ・ザ・イヤー：1回 (2016年)

### クラブ
ハイバーニアン・レディースFC
- Scottish Women's Premier League: 2006/07
- Scottish Women's Cup : 2006/07
- Scottish Women's Premier League Cup|Premier League Cup : 2006/07

アーセナル・レディースFC
- FA女子プレミアリーグ：1回 (2009年)
- FA女子スーパーリーグチャンピオン：2回 (2011年、2012年)
- FA女子カップ：4回 （2008年、2009年、2011年、2013年）
- FAWSLコンチネンタルカップ：3回 （2011年、2012年、2013年）

シアトル・レインFC
- NWSLシールド：2回 (2014年、2015年)